# 崇正新村

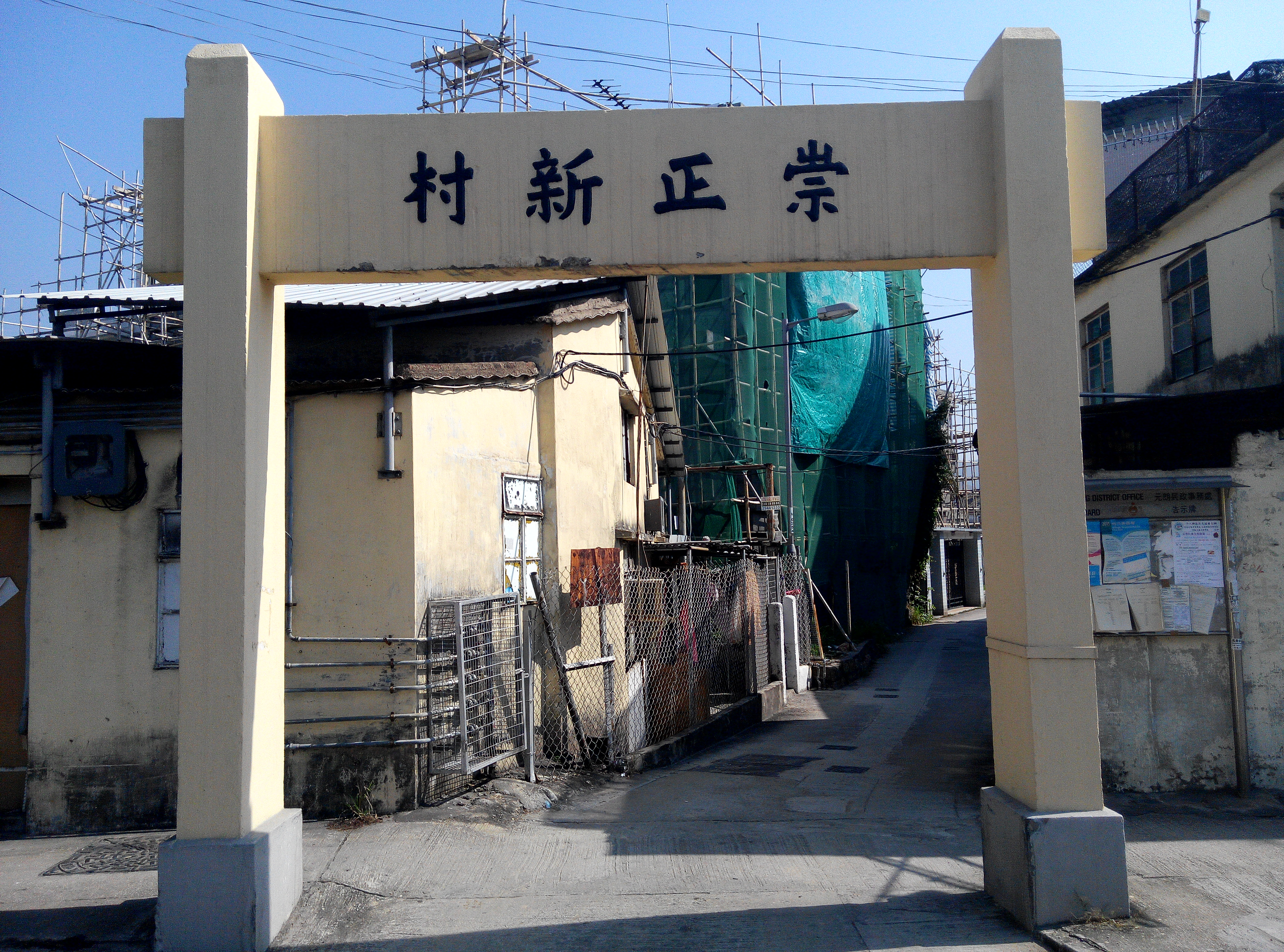
崇正新村大棠路入口牌樓

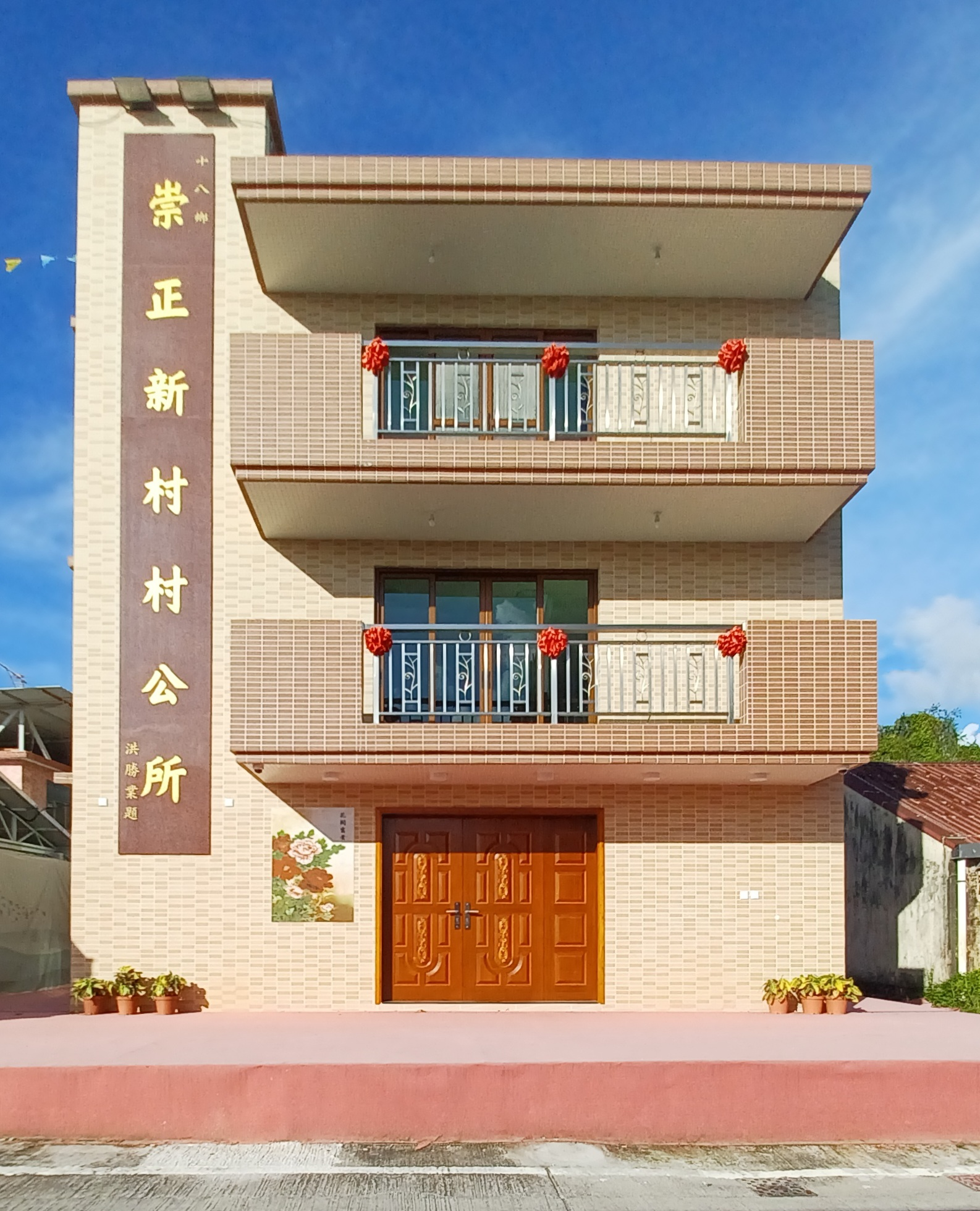
十八鄉崇正新村村公所，由現任村代表洪勝業題字

崇正新村是香港新界元朗區南部十八鄉的一條雜姓客家村落，位於元朗公路以南，大棠路和大樹下西路之間，村內居民是由梅縣、大埔、蕉嶺、平遠、豐順及惠陽、寶安等地遷來的客家人，人口接近3,000人，是香港境內最大的一條客家村落。

## 歷史

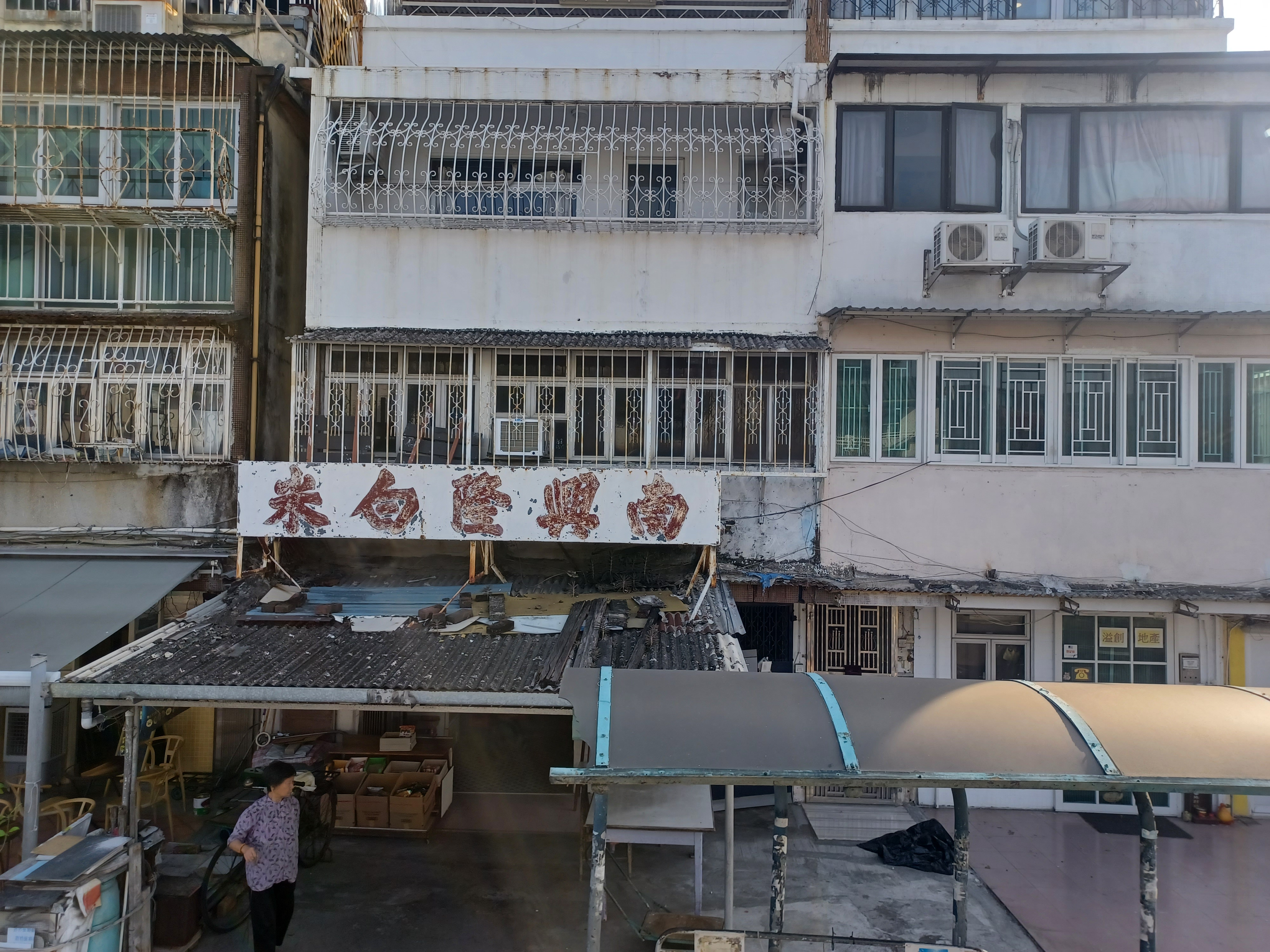
紅棗田

崇正新村原址本屬於水蕉老圍轄下稱為「紅棗田」的地方，於清朝康熙初年復界後，有寶安簡姓的客家人移居到此，隨後陸續有陳姓和李姓寶安籍的客家人遷入，初時以種植水稻為生。
直至1930年代初，旅居海外的客籍華僑以香港的地理位置處於家鄉與南洋通道之間，往來方便，而在英國人的管治之下政局相對較穩定，且新界的土地可自由購買及搭建房屋，陸續有嘉應籍的華僑在南北行引介下在此買地和興建居所，其時原居於「紅棗田」的簡氏將土地善價而沽，出售予華僑富商，簡氏則保留上游現時紅棗田村的位置續居，當時在行政劃分上，仍屬於隔鄰的水蕉老圍村。
到了1940年代後期国共内战展開，大批國民政府軍政人員及其家眷逃難抵港，經同鄉和親朋戚友互相介紹，而擁有大片土地的梅籍華僑亦樂意分割小塊土地廉售予南來的同鄉，當中不少客籍新移民便告定居於斯，其中有當年富甲潮梅地區的商人陳富源和很多國民政府的小官吏均先後居住於此地。
隨著大量新移民紮根於「紅棗田」，鄉紳賢達發起立村，於1957年正式組織成村落，以1921年成立的香港客家人組織「崇正總會」之名，將村落命名為「崇正新村」，代表崇尚正義、正本清言的意思。並加入當地的鄉約組織，成為十八鄉的成員村落。早年崇正新村有兩位村長，分別代表村中梅縣籍和寶安縣籍客家人社群。

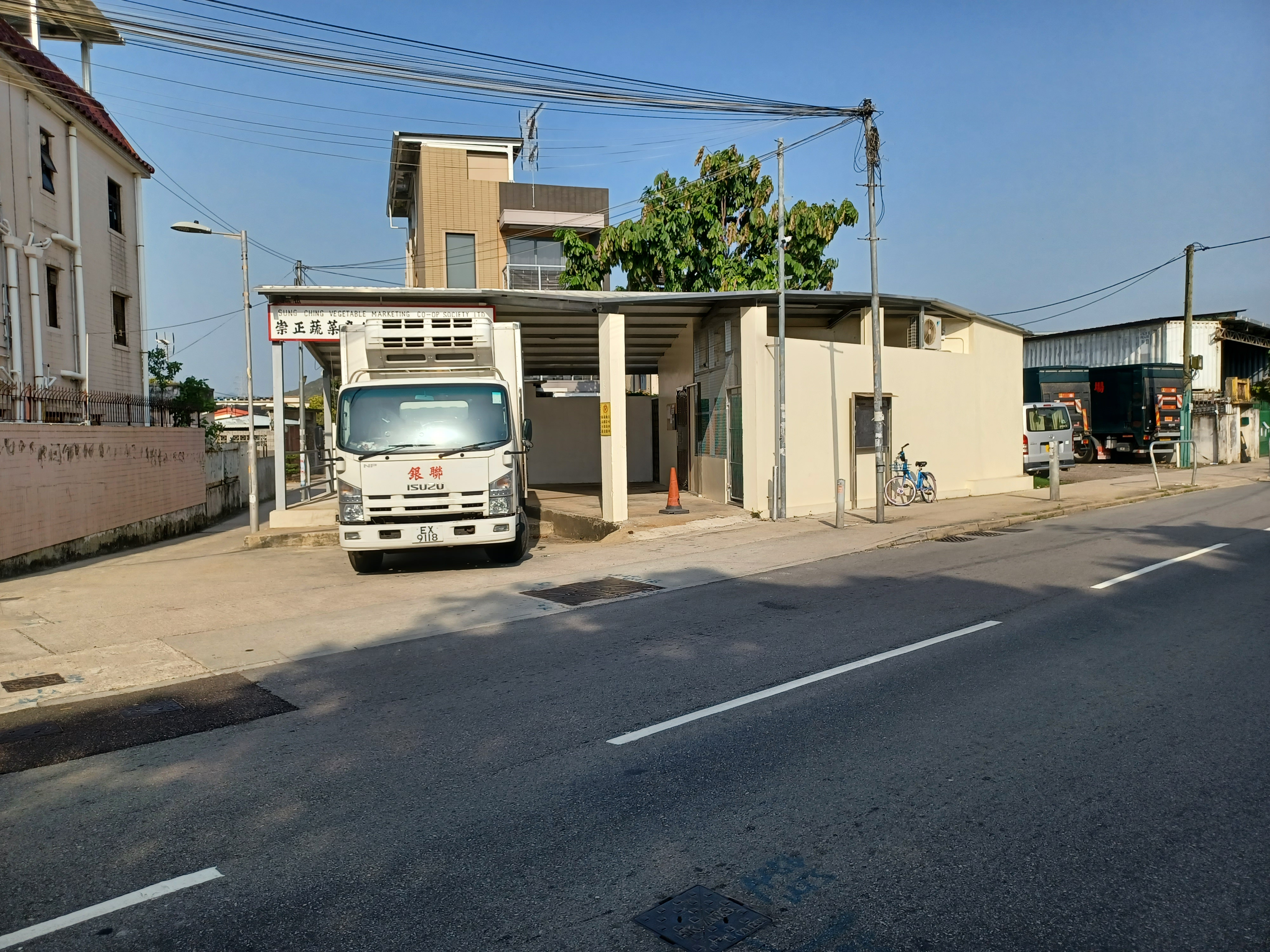
崇正蔬菜產銷有限責任合作社

崇正新村村民大多以種菜、養豬、養雞為業，先後成立了養豬合作社和蔬菜合作社。村民主力飼養母豬並非用作肉豬，而是生小豬用以供應乳豬予遊客和駐港英軍。1980年代初期，是崇正新村最鼎盛的時期，人口高達7,000多人，由於大陸內地改革開放，大批僑生僑眷獲准出國抵港，這些新移民均選擇到來這同聲同氣的社區內，居於由豬舍改裝而成的村屋中。
隨着時間的推移，原本純樸的村莊亦逐漸城市化，由於村民並非原居民，其子孫沒有丁權另建房屋居住，崇正新村的人口逐年下降和老化，受到周遭環境習慣的影響，新一代講流利純正客家話的村民亦愈來愈少。

## 習俗
雖然崇正新村有多達78個姓氏的村民，但村內沒設單姓氏族的祖宗祠堂或廟寺等，村民以春節作為每年最大的節日，並以客家話為主要方言。
崇正新村的共同活動組織是不問政治和宗教信仰的「三喜堂花炮會」，活動經費由村內熱心人士贊助，並由村民推舉德高望重人士擔任理事，新入會會員要先交2,000元的入會費，其後每年只需繳交350元的會費。「三喜堂」於每年農曆三月廿三日參與十八鄉天后誕活動，其名稱亦源自1968年天后誕抽得代表｢丁、貴、財｣大吉大利的第三號花炮，故稱為「三喜堂」。每年正月初八中午在「三喜堂」會址內大擺宴席，當日每位會員並可領取5斤新鮮豬肉券及3斤燒肉券。而當會員家有喪事，「三喜堂」除派出代表參加喪禮及慰問外，亦會致送1,000元帛金。

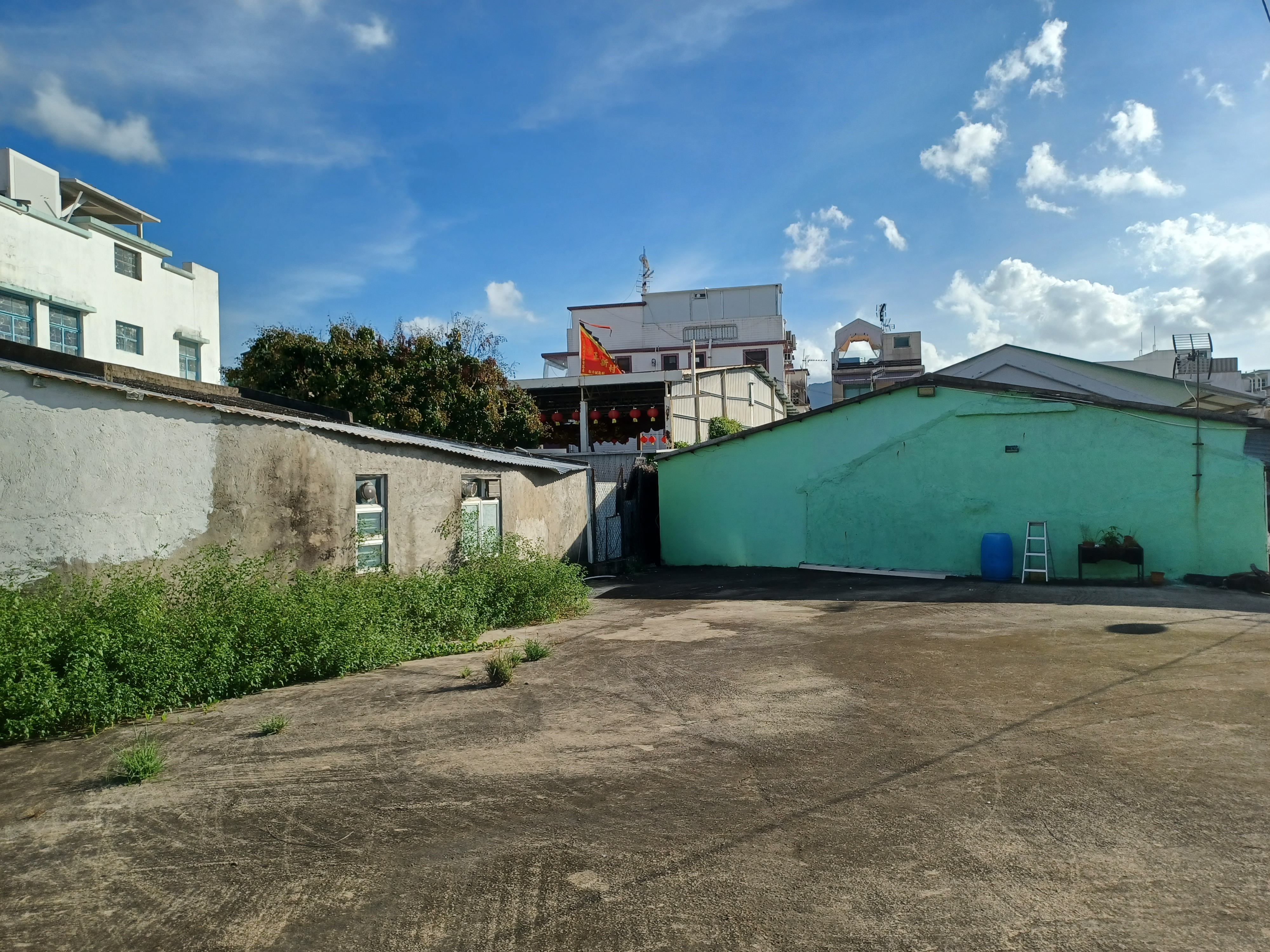
三喜堂
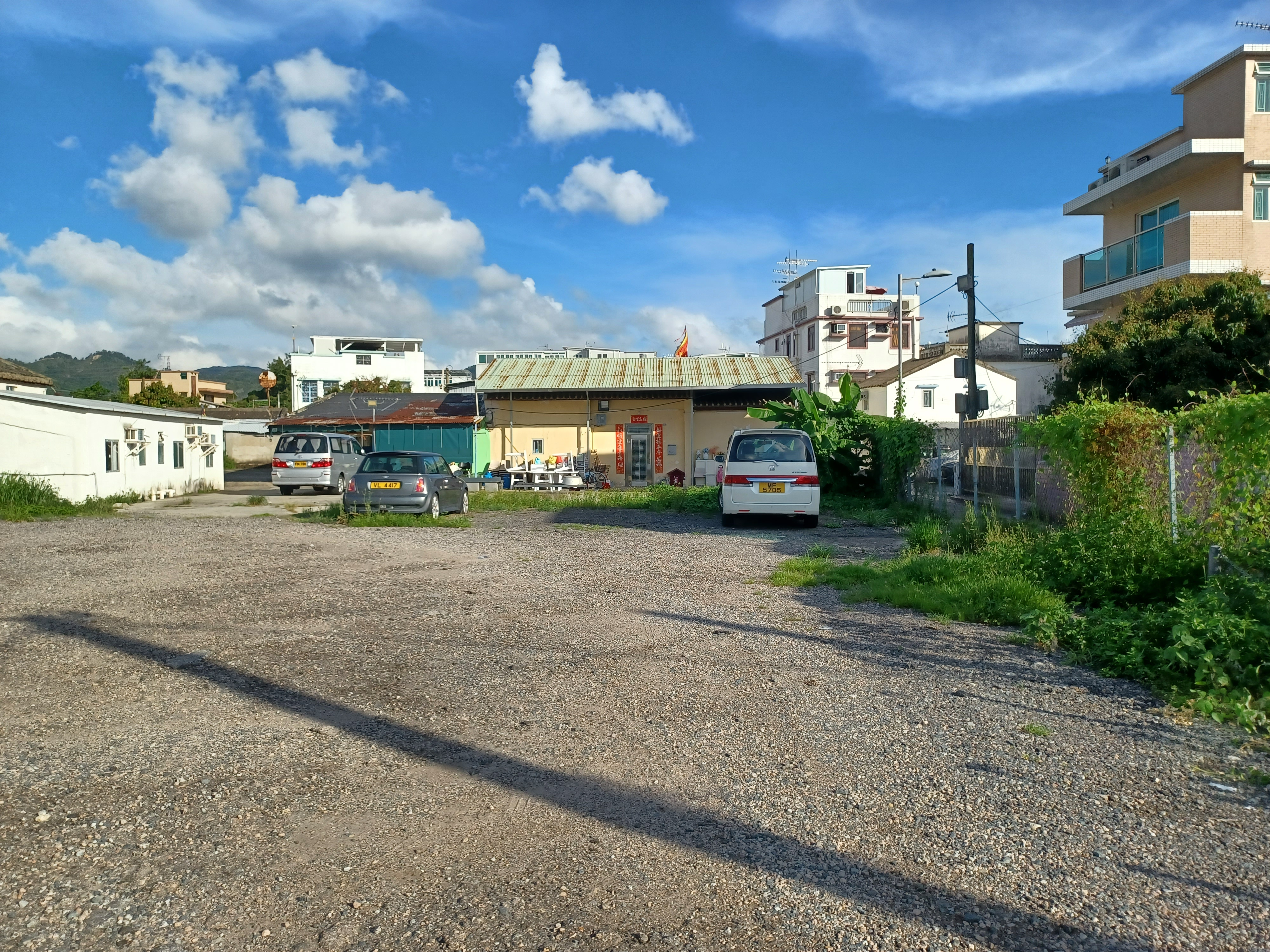
三喜堂

## 教育
客家人崇文重教，著重下一代的教育，「紅棗田」早期由水蕉老圍的覺民書室提供「卜卜齋」教育，而由十八鄉創辦的永安學校亦於戰後復校，提供新式教育課程。隨着人口的不斷增長，僑賢梁幹臣連同其他熱心人士捐出村馬路邊大塊土地，在《華僑日報》和實業家田家炳贊助下，於1959年建成「崇正公立學校」，提教育予村內和鄰村的兒童，學校校訓「忠信篤敬」出自《論語》。而永安學校亦於1966年搬到村內的新校舍。隨著村內適齡學童人口下降，兩間學校先後因收生不足而停辦。崇正公立學校舊址現時被改為貨倉用途，而永安學校被改為過渡性房屋項目悅安居。

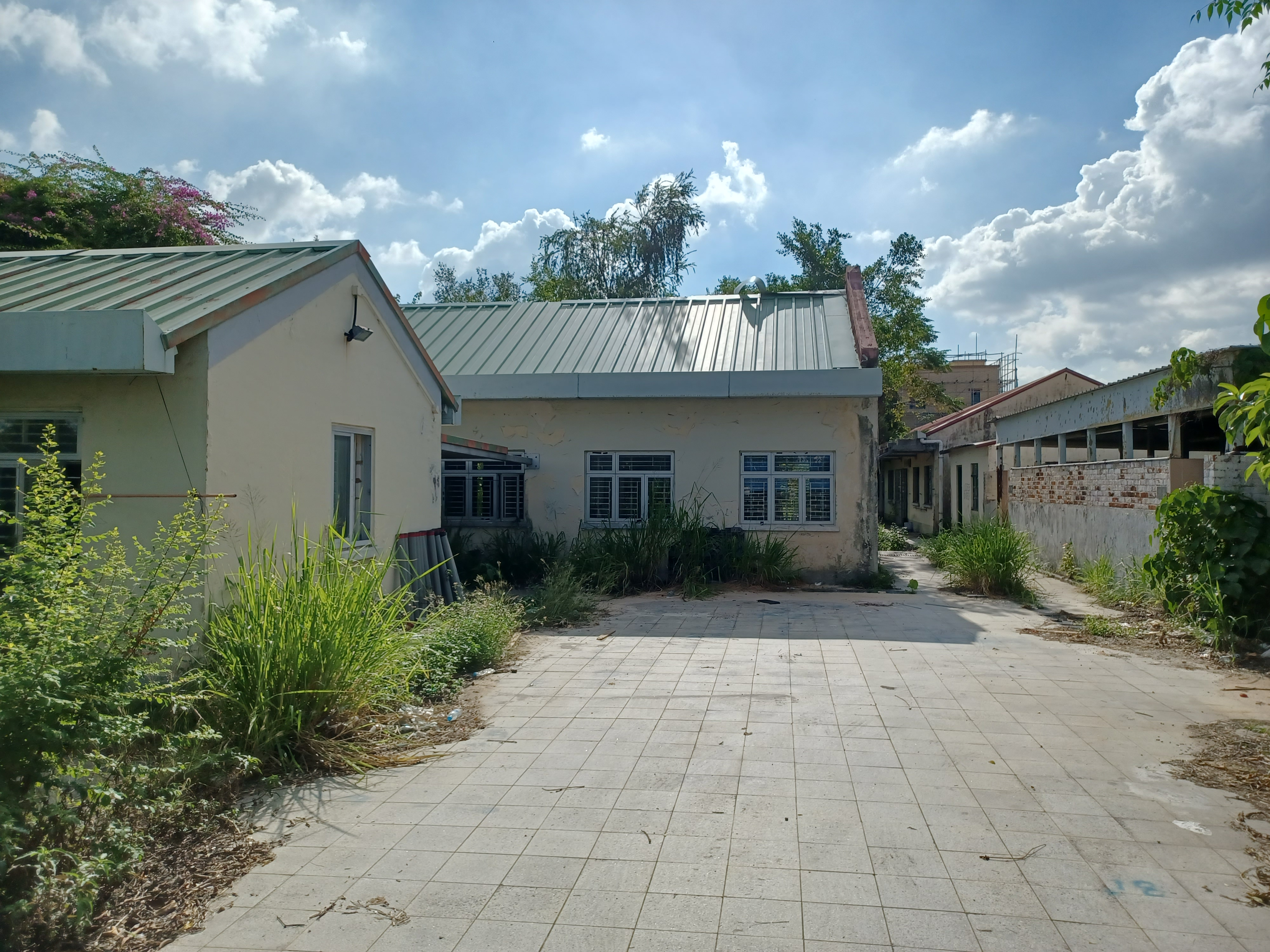
前永安學校校舍內貌
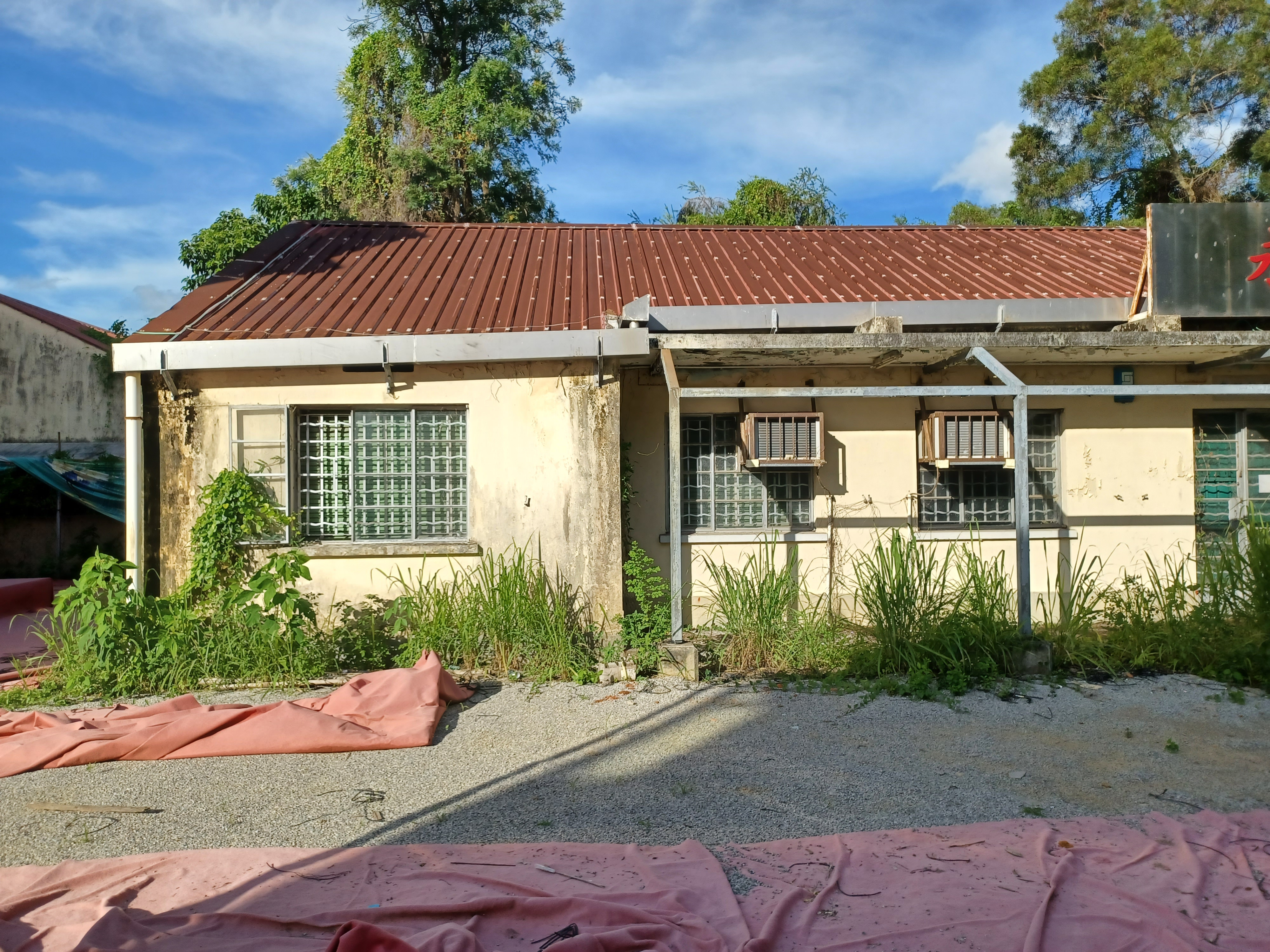
前永安學校校舍
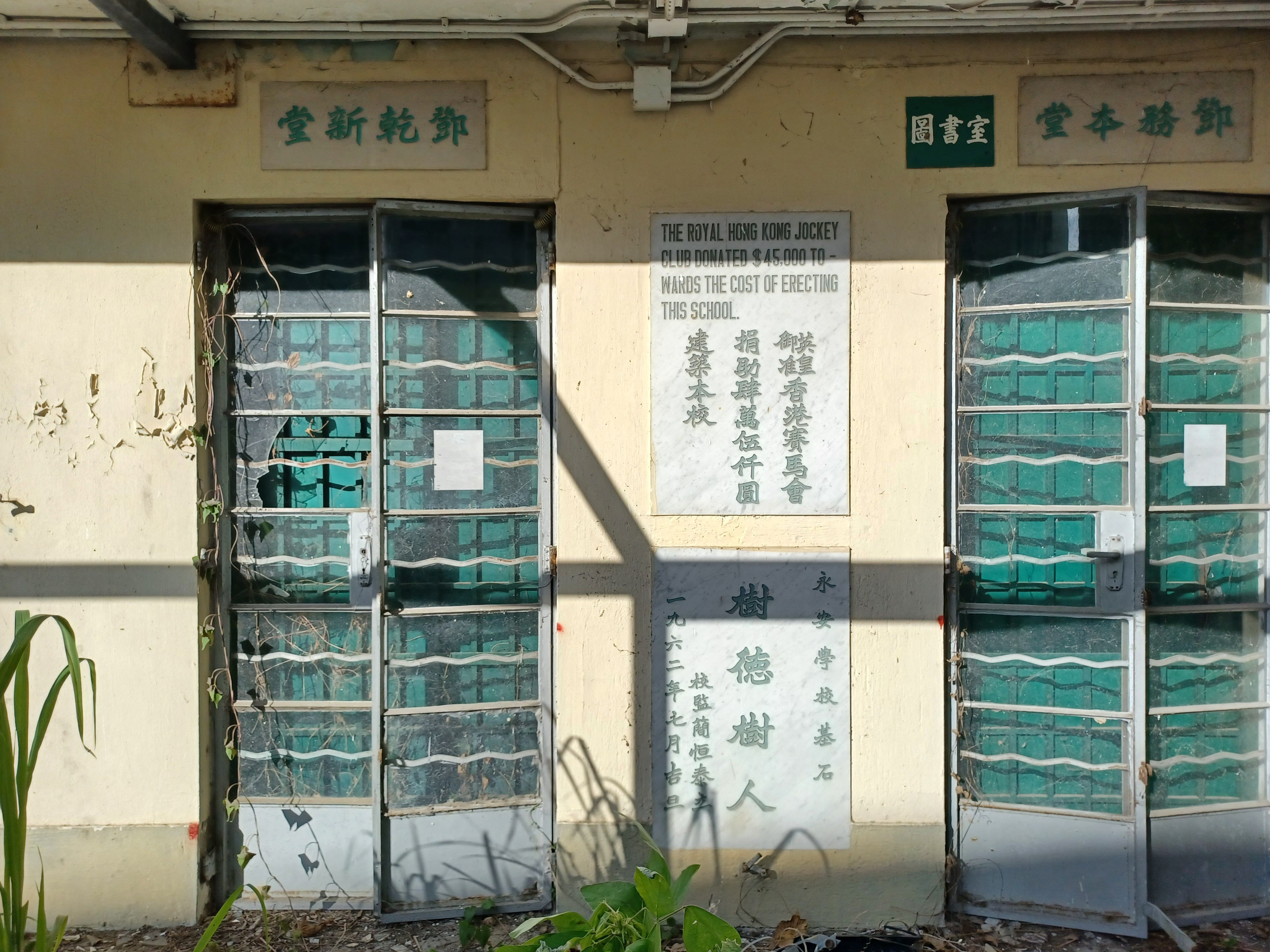
前永安學校鄧乾新堂與鄧務本堂
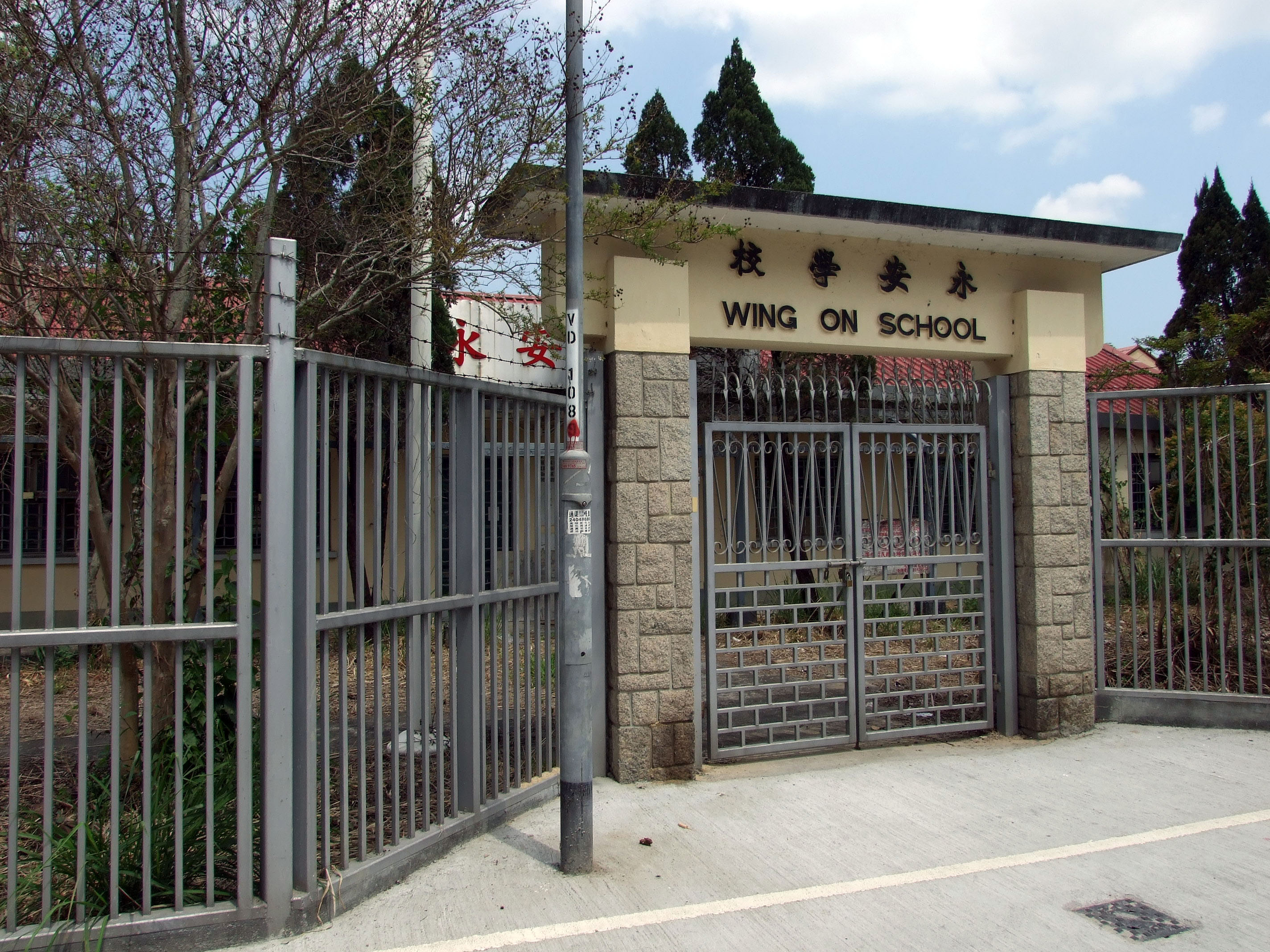
前永安學校大閘
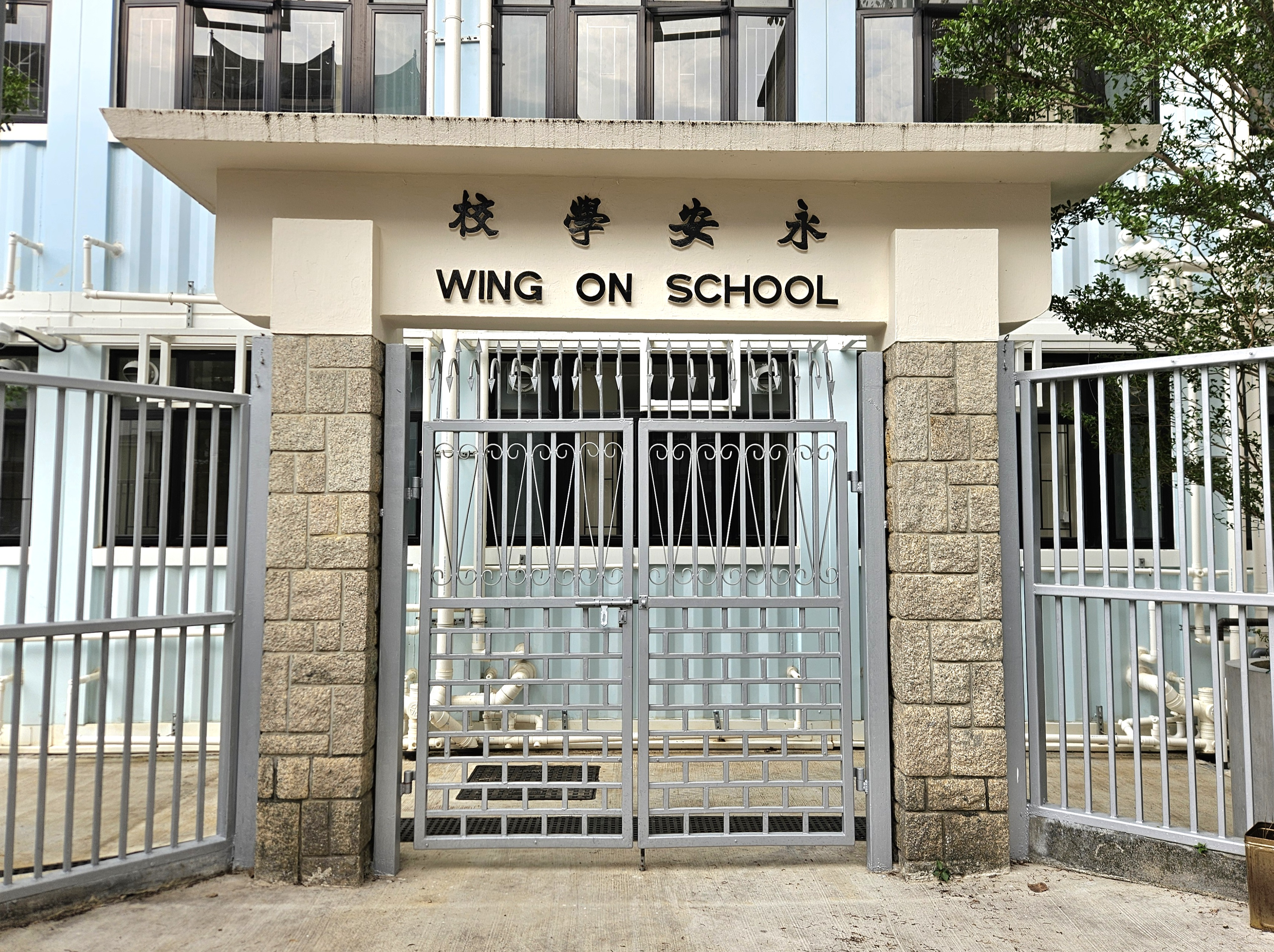
前永安學校大閘，後方建築為過渡性房屋悅安居
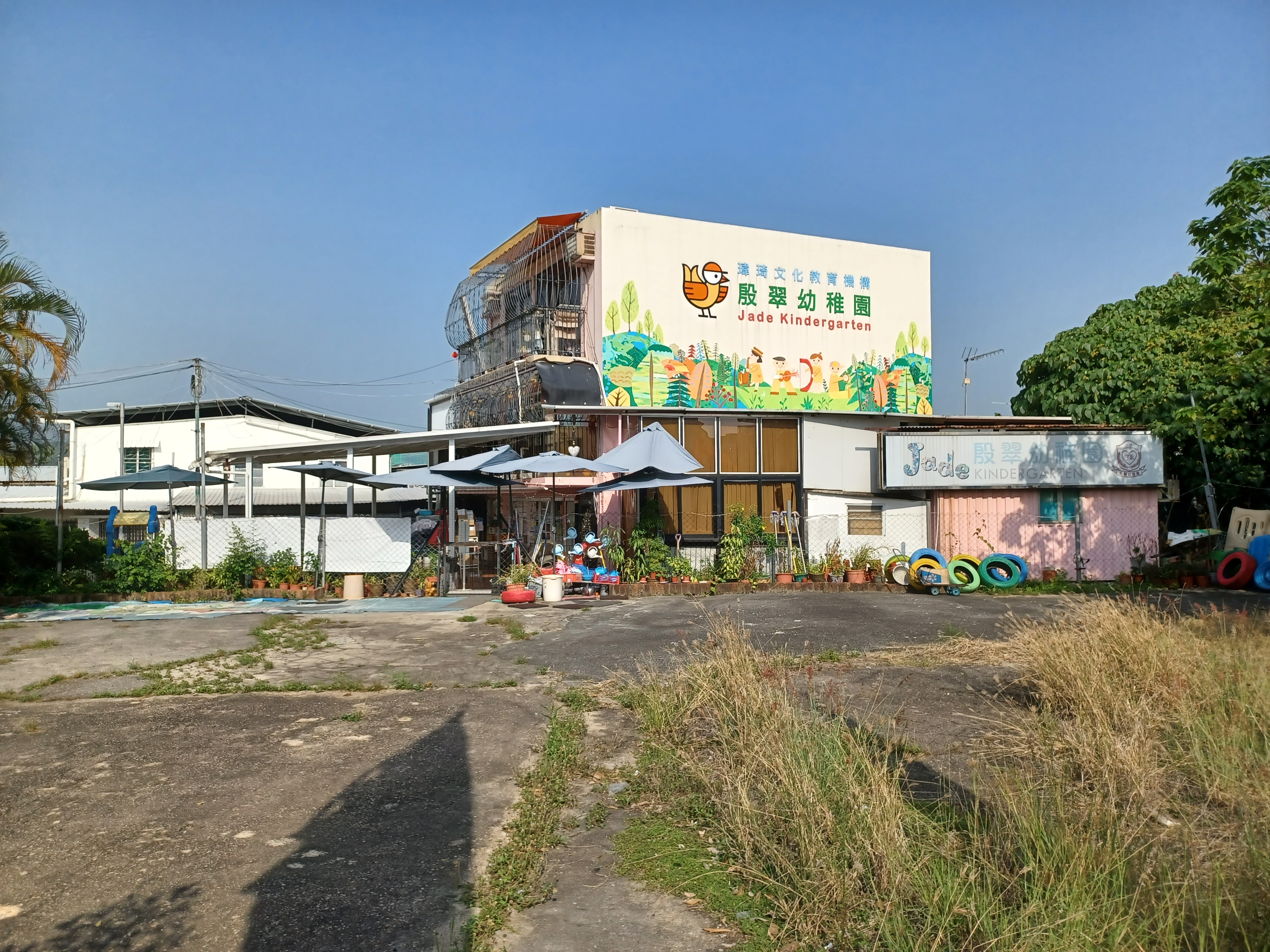
崇正新村 153 號殷翠幼稚園

## 著名建築

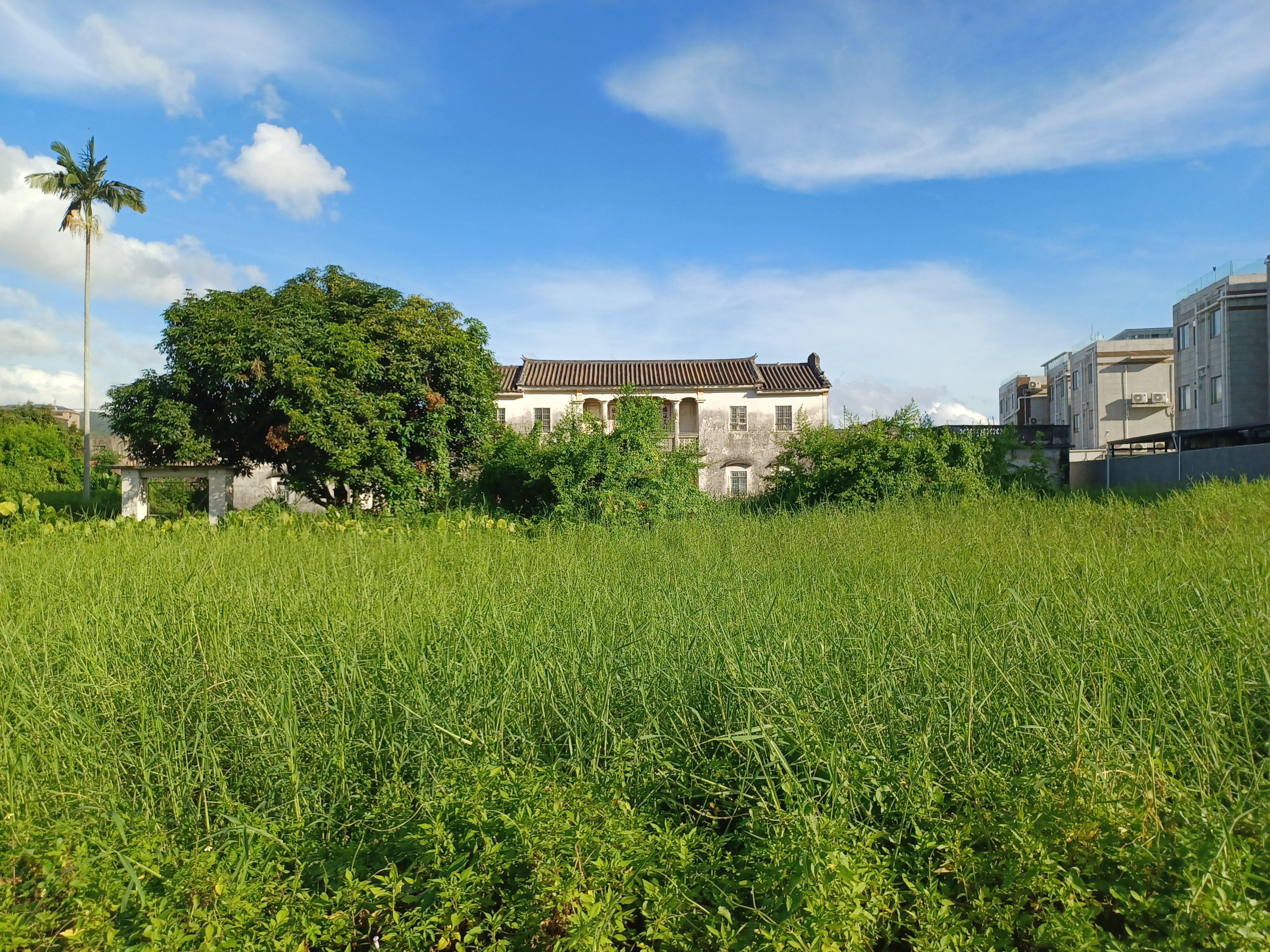
崇正新村171號慎德居全景

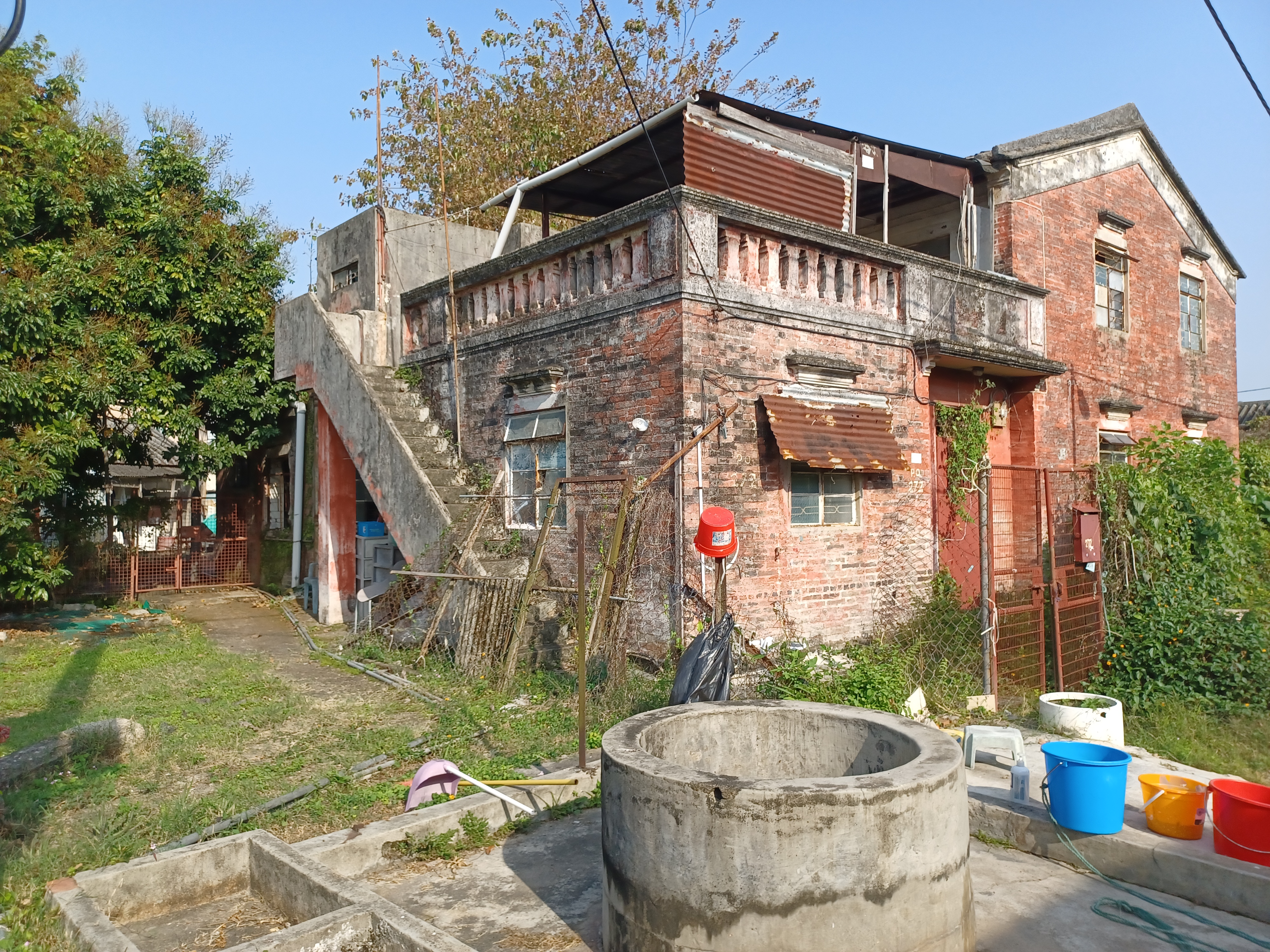
慎德居側的崇正新村272號紅磚屋

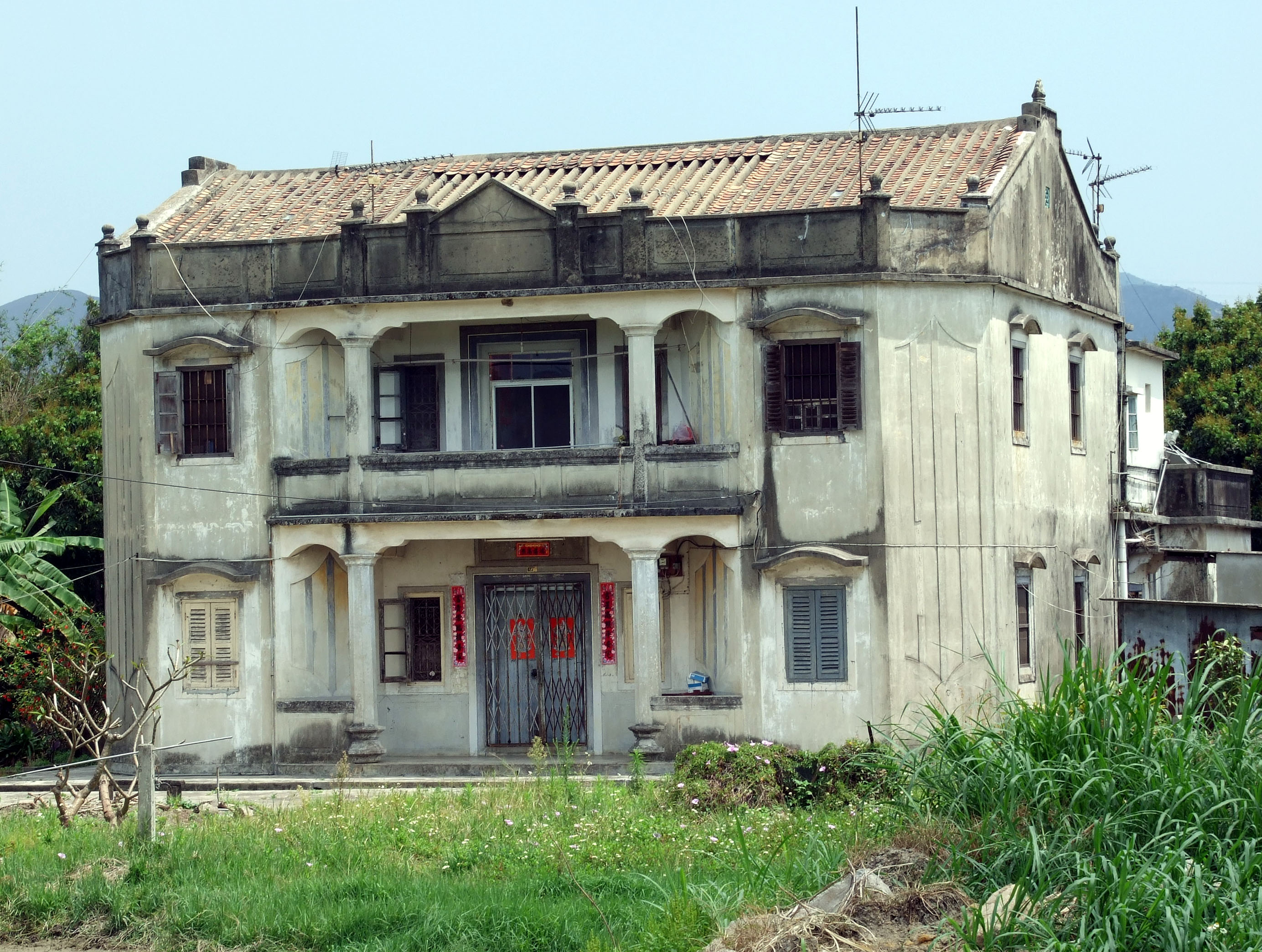
崇正新村176號林屋

崇正新村共有5棟一級至三級的歷史建築，分別是錦安廬、慎德居、林屋、蘭欽樓和舊差館，均建於1930年代，各具風格特色。